# Herrera (provincie)
Herrera je jedna z 10 panamských provincií. Nachází se ve středu státu na pobřeží Panamského zálivu. Zabírá 3,18 % rozlohy celé Panamy a žije zde 3,22 % panamské populace. Při sčítání obyvatelstva v roce 2010 se 962 obyvatel provincie přihlásilo k indiánskému původu a 3 309 lidí k africkému původu. Celá provincie se rozkládá na severu největšího panamského poloostrova Azuero.
Provincie je dále dělena na 7 distriktů:
- Chitré (Chitré)
- Las Minas (Las Minas)
- Los Pozos (Los Pozos)
- Ocú (San Sebastián de Ocú)
- Parita (Parita)
- Pesé (Pesé)
- Santa María (Santa María)